# Арауетес

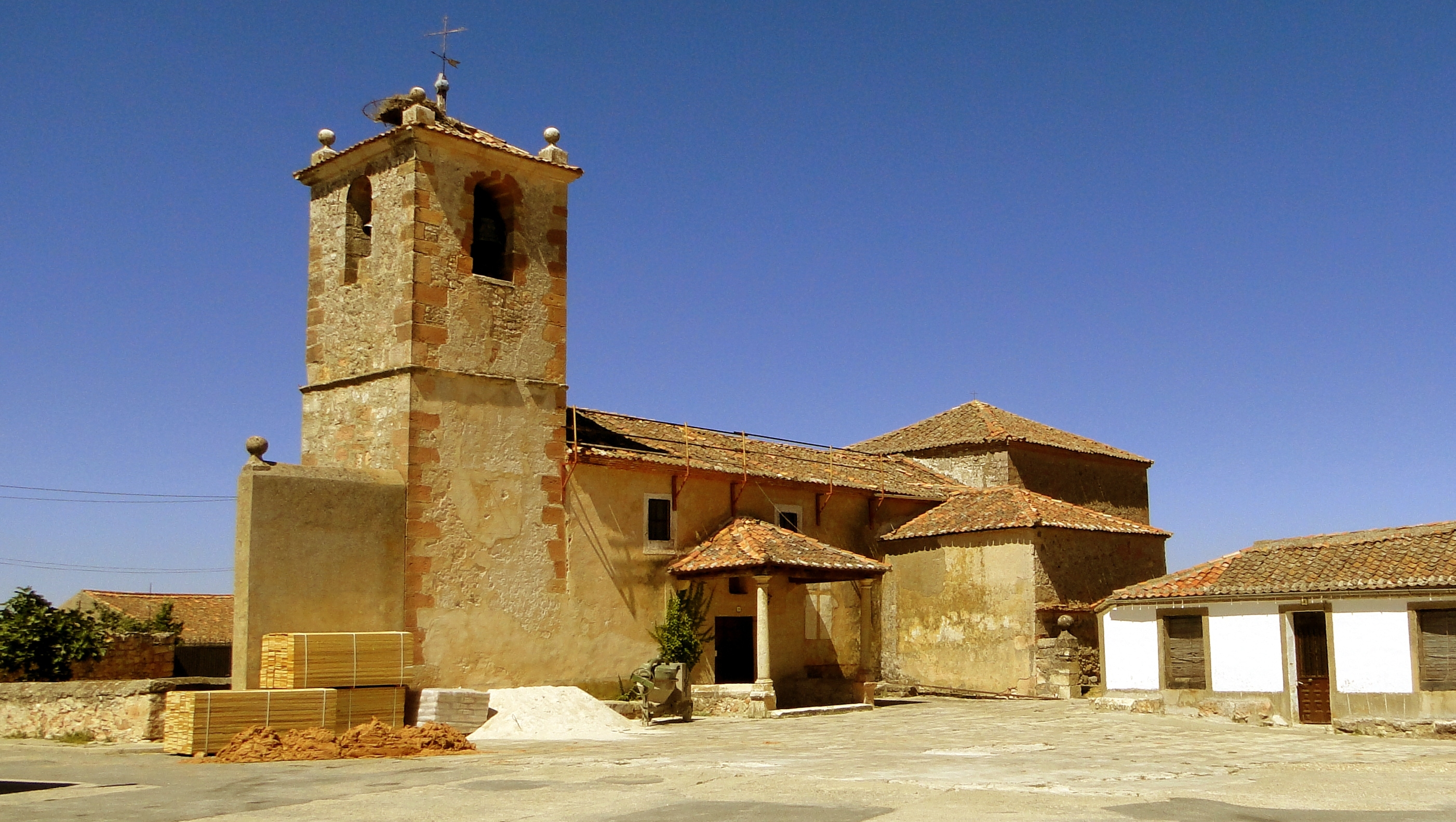
Арауетес

Арауетес (ісп. Arahuetes) — муніципалітет в Іспанії, у складі автономної спільноти Кастилія-і-Леон, у провінції Сеговія. Населення — 49 осіб (2010).
Муніципалітет розташований на відстані близько 80 км на північ від Мадрида, 30 км на північний схід від Сеговії.
На території муніципалітету розташовані такі населені пункти: (дані про населення за 2010 рік)
- Арауетес: 30 осіб
- Пахарес-де-Педраса: 19 осіб

## Демографія
Динаміка населення (INE ):